# Oftringen
Oftringen é uma comuna da Suíça, no Cantão Argóvia, com cerca de 10.568 habitantes. Estende-se por uma área de 12,87 km², de densidade populacional de 821 hab/km². Confina com as seguintes comunas: Aarburg, Dulliken (SO), Rothrist, Safenwil, Starrkirch-Wil (SO), Strengelbach, Walterswil (SO), Zofingen.
A língua oficial nesta comuna é o Alemão.